# Bietigheimer Silvesterlauf
Der Bietigheimer Silvesterlauf ist ein Volkslauf, der in Bietigheim-Bissingen zu Silvester stattfindet. 1981 nahmen ca. 350 Läufer an der ersten Veranstaltung teil, bei der die Lokalmatadoren Reiner Müller (Bönnigheim) und Veronika Manz (Walheim) auf einer 13,6 km langen Strecke siegten. Seit damals ist nicht nur die Teilnehmerzahl, sondern auch die Zuschauerresonanz gewaltig gestiegen, und heute zählt der Bietigheimer Silvesterlauf zu den größten seiner Art in Deutschland.
Die Strecke beginnt und endet unter dem Bietigheimer Eisenbahnviadukt und führt in zwei unterschiedlich langen Runden durch die historische Altstadt. In ihrem gegenwärtigen Verlauf beträgt sie 11,1 km. 2022 mussten aufgrund von Baustellen kleine Änderungen vorgenommen werden, weshalb die Strecke ca. 10,75 km betrug.

## Statistik

### Streckenrekorde
- Männer: 32:43, Arne Gabius, 2013
- Frauen: 36:05, Hanna Klein, 2019

### Siegerliste
| Jahr | Männer                 | Nation             | Frauen              | Nation         |
| ---- | ---------------------- | ------------------ | ------------------- | -------------- |
| 2024 | Hendrik Pfeiffer       | Deutschland        | Esther Pfeiffer     | Deutschland    |
| 2023 | Simon Boch-6-          | Deutschland        | Hanna Klein -3-     | Deutschland    |
| 2022 | Simon Boch -5-         | Deutschland        | Alina Reh -5-       | Deutschland    |
| 2019 | Marcel Fehr            | Deutschland        | Hanna Klein -2-     | Deutschland    |
| 2018 | Simon Boch -4-         | Deutschland        | Hanna Klein         | Deutschland    |
| 2017 | Simon Boch -3-         | Deutschland        | Laura Hottenrott    | Deutschland    |
| 2016 | Simon Boch -2-         | Deutschland        | Alina Reh -4-       | Deutschland    |
| 2015 | Simon Boch             | Deutschland        | Alina Reh -3-       | Deutschland    |
| 2014 | Rico Schwarz -2-       | Deutschland        | Alina Reh -2-       | Deutschland    |
| 2013 | Arne Gabius            | Deutschland        | Alina Reh           | Deutschland    |
| 2012 | Rico Schwarz           | Deutschland        | Jana Soethout       | Deutschland    |
| 2011 | Julian Flügel          | Deutschland        | Fate Tola           | Äthiopien      |
| 2010 | Sebastian Hallmann -3- | Deutschland        | Corinna Harrer      | Deutschland    |
| 2009 | Sebastian Hallmann -2- | Deutschland        | Simret Restle       | Deutschland    |
| 2008 | Falk Cierpinski        | Deutschland        | Melanie Kraus -2-   | Deutschland    |
| 2007 | Sebastian Hallmann     | Deutschland        | Milka Jerotich      | Kenia          |
| 2006 | Stefan Koch            | Deutschland        | Melanie Kraus       | Deutschland    |
| 2005 | Alexander Lubina       | Deutschland        | Susanne Ritter      | Deutschland    |
| 2004 | André Green            | Deutschland        | Luminita Zaituc -2- | Deutschland    |
| 2003 | Carsten Schütz         | Deutschland        | Irina Mikitenko     | Deutschland    |
| 2002 | Zouhair Ouerdi         | Marokko            | Luminita Zaituc     | Deutschland    |
| 2001 | Tendai Chimusasa       | Simbabwe           | Petra Wassiluk      | Deutschland    |
| 2000 | Terefe Desalegn        | Äthiopien          | Lulit Legesse       | Äthiopien      |
| 1999 | John Schondelmayer     | Deutschland        | Marzanna Helbik     | Polen          |
| 1998 | Ahmed Ibrahim Warsama  | Katar              | Ljubow Beljawina    | Russland       |
| 1997 | Vladimír Vašek         | Tschechien         | Ljubow Morgunowa    | Russland       |
| 1996 | Ulrich Steidl -2-      | Deutschland        | Joanna Karpińska    | Polen          |
| 1995 | Ulrich Steidl          | Deutschland        | Heléna Barócsi      | Ungarn         |
| 1994 | Pascal Fétizon         | Frankreich         | Veronika Manz -8-   | Deutschland    |
| 1993 | Stephan Jäger -3-      | Deutschland        | Veronika Manz -7-   | Deutschland    |
| 1992 | Marcelo Cascabello     | Argentinien        | Veronika Manz -6-   | Deutschland    |
| 1991 | Carsten Arndt          | Deutschland        | Veronika Manz -5-   | Deutschland    |
| 1990 | Stephan Jäger -2-      | Deutschland        | Veronika Manz -4-   | Deutschland    |
| 1989 | Stephan Jäger          | BR Deutschland     | Olga Appell         | Mexiko         |
| 1988 | Martin Stähle          | BR Deutschland     | Iris Büttner        | BR Deutschland |
| 1987 | Robert Dreher          | BR Deutschland     | Veronika Manz -3-   | BR Deutschland |
| 1986 | Robert Schneider -2-   | BR Deutschland     | Jutta Braun         | BR Deutschland |
| 1985 | Robert Schneider       | BR Deutschland     | Elvira Hofmann -3-  | BR Deutschland |
| 1984 | Reiner Müller -2-      | BR Deutschland     | Elvira Hofmann -2-  | BR Deutschland |
| 1983 | Herbert Steffny        | BR Deutschland     | Elvira Hofmann      | BR Deutschland |
| 1982 | Michael Bordoll        | Vereinigte Staaten | Veronika Manz -2-   | BR Deutschland |
| 1981 | Reiner Müller          | BR Deutschland     | Veronika Manz       | BR Deutschland |